# NGC 1646/2
NGC 1646/2 је галаксија у сазвежђу Еридан која се налази на NGC листи објеката дубоког неба.
Деклинација објекта је - 8° 32' 6" а ректасцензија 4h 44m 23,8s. Привидна величина (магнитуда) објекта NGC 1646 износи 15,0 а фотографска магнитуда 16,0. NGC 16462 је још познат и под ознакама 2ZW 22.